# 嚼菸

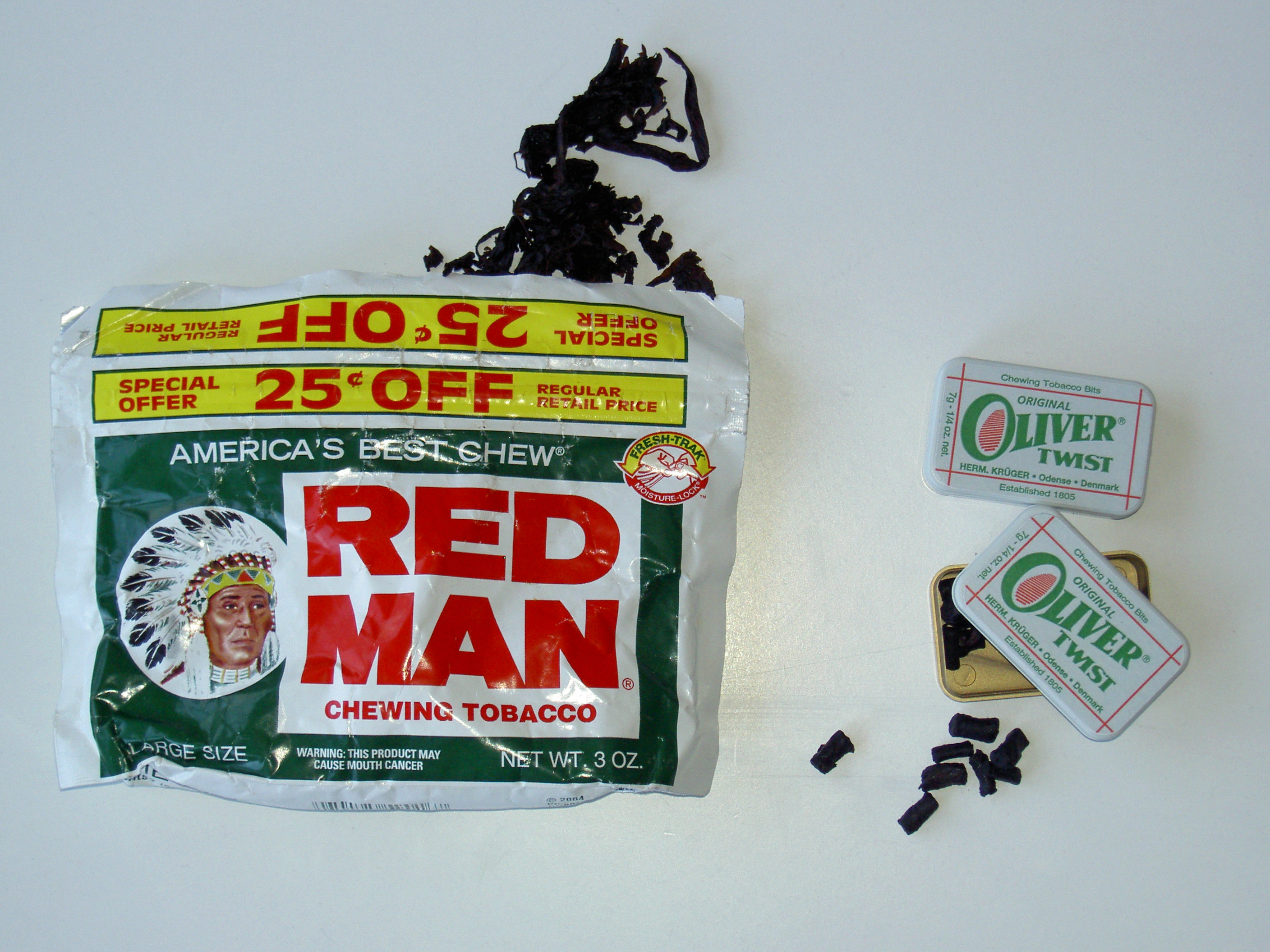
美國紅人牌嚼菸及丹麥Oliver Twist嚼菸

嚼菸（英語：Chewing tobacco），又作嚼煙，一種供口嚼的菸草產品，使用方式為將一塊嚼菸，放入口中咀嚼，就如吃口香糖和檳榔一樣。咀嚼時，嚼菸會釋出香味及尼古丁，這些成份會經由口腔黏膜吸收到人體中，咀嚼後的嚼菸會被吐掉。
嚼菸最早起源於美洲原住民，現仍流行於美國及歐洲。美國品牌的嚼菸，一般以雪茄煙葉製成。由於菸草本身含有許多致癌物質，醫學界認為嚼菸可導致口腔癌，牙齦萎縮等。
嚼煙是尼古丁的來源之一，因此很容易上癮，戒掉咀嚼菸草與戒菸一樣具有挑戰性。
使用咀嚼菸草會導致多種有害影響，如牙醫疾病、口腔癌、食道癌、胰臟癌、冠狀動脈心臟病，以及對生殖的負面影響，包括死產、早產和低出生體重。咀嚼菸草比傳統燃燒產品帶來的健康風險更低。然而，它並不是吸煙的健康替代品，不同類型的產品和產地的風險程度各不相同，咀嚼煙草沒有安全的使用水準。在全球範圍內，咀嚼煙草每年導致 65 萬人死亡。